# De man die niet in het systeem paste
De man die niet in het systeem paste is een hoorspel naar Burnaya Zhizn Lazika Roitshvantsa (Het stormachtige leven van Lasik Roitschwantz, 1928) van Ilja Ehrenburg. G.A.M. Eickholt vertaalde het en de KRO zond het uit op zondag 13 december 1964. De regisseur was Willem Tollenaar. Het hoorspel duurde 53 minuten.

## Rolbezetting
- Tine Medema (eerste vrouw)
- Trudy Libosan (tweede vrouw)
- Lo van Hensbergen (verteller)
- Corry van der Linden (Dunja)
- Fé Sciarone (Fenitsja)
- Jan Borkus (Pfeiffer)
- Constant van Kerckhoven (Kugel)
- Jérôme Reehuis (commissie & Natik)
- Hans Veerman (Petrov)
- Wam Heskes (Herstanovitsj)
- Louis Bongers (medegevangene)
- Maarten Kapteijn (Vasiljev)
- Jos van Turenhout (Levka)
- Dick Scheffer (Lasik)
- Matthieu van Eysden (Boris)

## Inhoud
Ehrenburgs roman was een versie van Jaroslav Hašeks De lotgevallen van de brave soldaat Švejk en Voltaires Candide. Het hoofdpersonage is een joodse getto-kleermaker die aan het Russische antisemitisme ontsnapt. Zijn avonturen brengen hem in een half dozijn landen en verscheidene gevangenissen. Hij is konijnenfokker in Toela, rabbi in Frankfurt, politie-informant voor Scotland Yard, filmacteur  in Berlijn, een hongerige pionier in Palestina en schilder in Parijs. Ehrenburg hekelt onder andere de periode van de Nieuwe Economische Politiek in de Sovjet-Unie.